# MALAT1相关胞浆小RNA
MALAT1相关胞浆小RNA（缩写mascRNA）是一種在细胞质中发现的非编码RNA，长约53–61nt，由MALAT1（一個长链非编码RNA）的3′端经核糖核酸酶P酶切割形成5′端，再由核糖核酸酶Z切割出3′端，最後由CCA tRNA核苷酸转移酶在3′端加上CCA三個鹼基後產生。此RNA在人體許多組織中都有表現，在演化上保守，二级結構與tRNA（亦由核糖核酸酶P和Z前后切割產生）類似，都为三叶草形，但不會被胺醯化。
mascRNA在細胞中並不穩定，其功能尚不清楚，有研究指其可調控轉譯或影響腫瘤生長。